# Shirley Jackson Award
Der Shirley Jackson Award ist ein Literaturpreis, der seit 2008 für Werke aus dem Bereich der psychologischen Horrorliteratur und Phantastik verliehen wird, die in der Tradition der Werke von Shirley Jackson, der 1965 verstorbenen Autorin von The Haunting of Hill House, stehen.
Sie werden jährlich bei der Readercon Conference on Imaginative Literature in Burlington (Massachusetts) für im vorhergehenden Jahr veröffentlichte Werke verliehen. Die Preiskategorien sind:
- novel (Roman),
- novella (Kurzroman),
- novelette (Novelle),
- short story (Kurzgeschichte)
- collection (Sammlung von Erzählungen eines Autors) und
- anthology (Zusammenstellung von Erzählungen mehrerer Autoren).

Über  die Verleihungen entscheidet eine aus Schriftstellern, Herausgebern, Kritikern und Literaturwissenschaftlern gebildete Jury unter Einbeziehung von Empfehlungen eines beratenden Gremiums (advisory board). Ergibt sich bei deren Abstimmung ein Stimmengleichstand, so wird in der betreffenden Kategorie mehrfach verliehen. 
Die erste Verleihung fand bei der Readercon 19 am 20. Juli 2008 statt. Die Mitglieder der Jury waren John Langan, Sarah Langan, Paul G. Tremblay und F. Brett Cox, die seither zusammen mit JoAnn Cox das Preiskomitee bilden.

## Liste der Preisträger
Die Jahresangaben beziehen sich auf die Preisverleihung.
| Kategorie     | Autor                                       | Titel                                                |
| 2020          | 2020                                        | 2020                                                 |
| ------------- | ------------------------------------------- | ---------------------------------------------------- |
| novel         | Sarah Rose Etter                            | The Book of X                                        |
| novella       | Priya Sharma                                | Ormeshadow                                           |
| novelette     | Brooke Warra                                | Luminous Body                                        |
| short fiction | Indrapramit Das                             | Kali_Na                                              |
| collection    | Brian Evenson                               | Song for the Unraveling of the World                 |
| anthology     | Christopher Golden & James A. Moore (Hrsg.) | The Twisted Book of Shadows                          |
| 2019          |                                             |                                                      |
| novel         | Catriona Ward                               | Little Eve                                           |
| novella       | Cristina Rivera Garza                       | The Taiga Syndrome                                   |
| novelette     | Tom Cox                                     | Help the Witch                                       |
| short fiction | Christina Wood Martinez                     | The Astronaut                                        |
| collection    | Priya Sharma                                | All the Fabulous Beasts                              |
| anthology     | Dominik Parisien & Navah Wolfe (Hrsg.)      | Robots vs Fairies                                    |
| 2018          |                                             |                                                      |
| novel         | Hye-young Pyun                              | The Hole                                             |
| novella       | Samantha Schweblin                          | Fever Dream                                          |
| novella       | Lindsey Drager                              | The Lost Daughter Collective                         |
| novelette     | Chavisa Woods                               | Take the Way Home That Leads Back to Sullivan Street |
| short fiction | Kurt Fawver                                 | The Convexity of Our Youth                           |
| collection    | Carmen Maria Machado                        | Her Body and Other Parties                           |
| anthology     | Michael Kelly (Hrsg.)                       | Shadows and Tall Trees Volume 7                      |
| 2017          |                                             |                                                      |
| novel         | Emma Cline                                  | The Girls                                            |
| novella       | Victor LaValle                              | The Ballad of Black Tom                              |
| novelette     | Camilla Grudova                             | Waxy                                                 |
| short fiction | Carrie Laben                                | Postcards from Natalie                               |
| collection    | Jeffrey Ford                                | A Natural History of Hell                            |
| anthology     | Dominik Parisien, Navah Wolfe (Hrsg.)       | The Starlit Wood                                     |
| 2016          |                                             |                                                      |
| novel         | Gemma Files                                 | Experimental Film                                    |
| novella       | Elizabeth Hand                              | Wylding Hall                                         |
| novelette     | Steve Duffy                                 | Even Clean Hands Can Do Damage                       |
| short fiction | Lynda E. Rucker                             | The Dying Season                                     |
| collection    | Stephen King                                | The Bazaar of Bad Dreams                             |
| anthology     | Simon Strantzas (Hrsg.)                     | Aickman's Heirs                                      |
| 2015          |                                             |                                                      |
| novel         | Jeff VanderMeer                             | Annihilation                                         |
| novella       | Daryl Gregory                               | We Are All Completely Fine                           |
| novelette     | Dale Bailey                                 | The End of the End of Everything                     |
| short fiction | Alison Littlewood                           | The Dogs Home                                        |
| collection    | Helen Marshall                              | Gifts for the One Who Comes After                    |
| anthology     | Ellen Datlow (Hrsg.)                        | Fearful Symmetries                                   |
| 2014          |                                             |                                                      |
| novel         | Robert Jackson Bennett                      | American Elsewhere                                   |
| novella       | Veronica Schanoes                           | Burning Girls                                        |
| novelette     | Greer Gilman                                | Cry Murder! In a Small Voice                         |
| short fiction | Sam J. Miller                               | 57 Reasons for the Slate Quarry Suicides             |
| collection    | Nathan Ballingrud                           | North American Lake Monsters                         |
| collection    | Christopher Barzak                          | Before and Afterlives                                |
| anthology     | Joseph S. Pulver, Sr. (Hrsg.)               | The Grimscribe's Puppets                             |
| 2013          |                                             |                                                      |
| novel         | Kōji Suzuki                                 | Edge                                                 |
| novella       | Kaaron Warren                               | Sky                                                  |
| novelette     | Karen Russell                               | Reeling for the Empire                               |
| short fiction | Jeffrey Ford                                | A Natural History of Autumn                          |
| collection    | Jeffrey Ford                                | Crackpot Palace                                      |
| anthology     | Danel Olson (Hrsg.)                         | Exotic Gothic 4: Postscripts #28/29                  |
| 2012          |                                             |                                                      |
| novel         | Sheri Holman                                | Witches on the Road Tonight                          |
| novella       | Elizabeth Hand                              | Near Zennor                                          |
| novelette     | Kelly Link                                  | The Summer People                                    |
| short story   | M. Rickert                                  | The Corpse Painter's Masterpiece                     |
| collection    | Maureen F. McHugh                           | After the Apocalypse: Stories                        |
| anthology     | Jack Dann, Nick Gevers (Hrsg.)              | Ghosts by Gaslight                                   |
| 2011          |                                             |                                                      |
| novel         | Robert Jackson Bennett                      | Mr. Shivers                                          |
| novella       | Laird Barron                                | Mysterium Tremendum                                  |
| novelette     | Neil Gaiman                                 | The Truth Is a Cave in the Black Mountains           |
| short story   | Peter Watts                                 | The Things                                           |
| collection    | Laird Barron                                | Occultation                                          |
| anthology     | Neil Gaiman, Al Sarrantonio (Hrsg.)         | Stories: All-New Tales                               |
| special award | Joyce Carol Oates                           |                                                      |
| 2010          |                                             |                                                      |
| novel         | Victor LaValle                              | Big Machine                                          |
| novella       | Nick Antosca                                | Midnight Picnic                                      |
| novelette     | Stephen King                                | Morality                                             |
| short story   | Karen Joy Fowler                            | The Pelican Bar                                      |
| collection    | Robert Shearman                             | Love Songs for the Shy and Cynical                   |
| collection    | Kevin Wilson                                | Tunneling to the Center of the Earth                 |
| anthology     | Ellen Datlow (Hrsg.)                        | Poe                                                  |
| 2009          |                                             |                                                      |
| novel         | Jeffrey Ford                                | The Shadow Year                                      |
| novella       | Julia Leigh                                 | Disquit                                              |
| novelette     | John Kessel                                 | Pride and Prometheus                                 |
| short story   | Michael Bishop                              | The Pile                                             |
| collection    | Yogo Ogawa                                  | The Diving Pool                                      |
| anthology     | Sarah Eyre, Ra Page (Hrsg.)                 | The New Uncanny                                      |
| 2008          |                                             |                                                      |
| novel         | Elizabeth Hand                              | Generation Loss                                      |
| novella       | Lucius Shepard                              | Vacancy                                              |
| novelette     | Glen Hirshberg                              | The Janus Tree                                       |
| short story   | Nathan Ballingrud                           | The Monsters of Heaven                               |
| collection    | Laird Barron                                | The Imago Sequence and Other Stories                 |
| anthology     | Ellen Datlow (Hrsg.)                        | Inferno                                              |